# 도요오카촌 (오이타현)
도요오카촌(豊岡村)은 일본 오이타현 나오이리군에 설치되었던 촌이다. 현재의 다케타시의 일부에 해당한다.

## 역사
- 1889년 4월 1일, 정촌제 시행으로, 나오이리군 도요오카촌(豊岡村)이 발족.
- 1942년 4월 1일, 현의 지도에 의해 다케타정, 메이지촌, 오카모토촌과 합병하여 다케타정이 발족하며 도요오카촌이 폐지됨.
- 1950년 9월 1일, 분리운동의 결과, 다케타정에서 도요오카촌(豊岡村)이 다시 분리 발족.
- 1954년 3월 31일, 다케타정, 다마라이정, 우바다케촌, 기바루촌, 스고촌, 뉴타촌, 마쓰모토촌, 미야도촌, 미야기촌과 합병하여, 시제 시행으로 다케타시를 신설, 도요오카촌은 폐지됨.